# Sitzkrieg

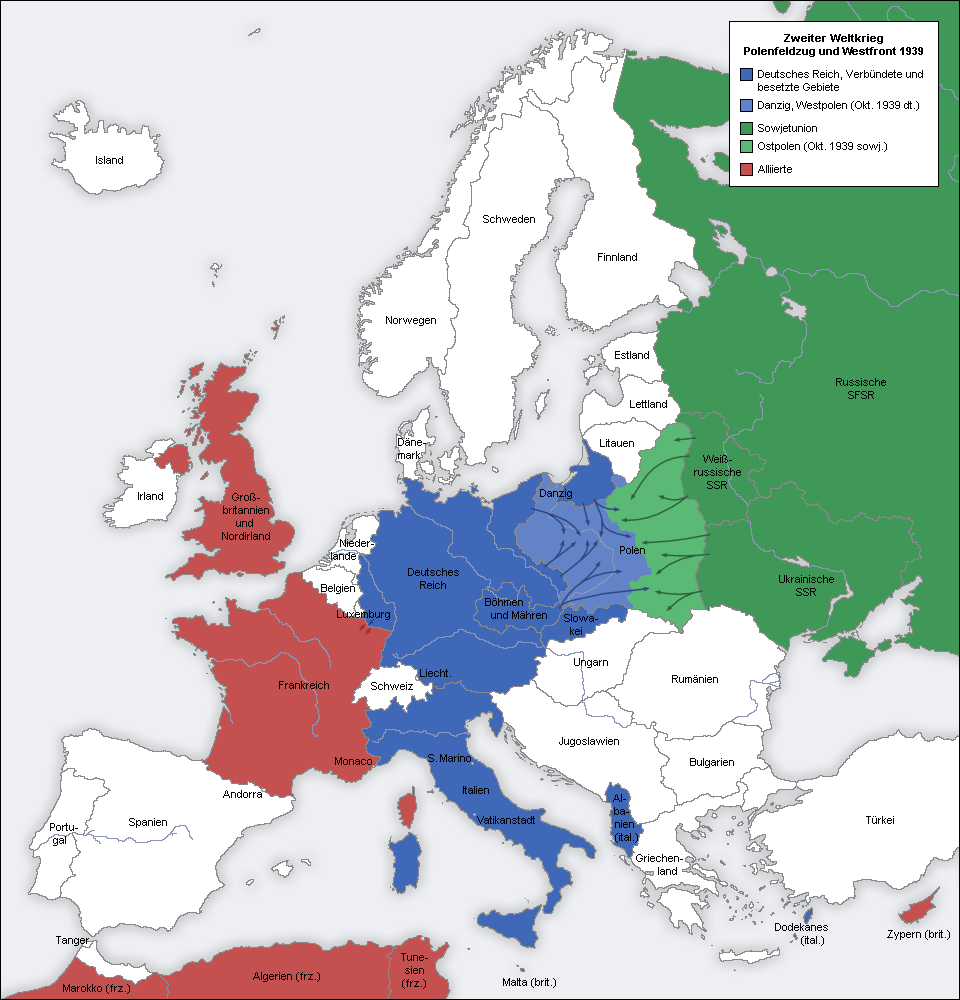
Europa 1939/40 während und nach dem Überfall auf Polen. Trotz der britisch-französischen Kriegserklärung vom 3. September 1939 folgten an der Westfront nur wenige Kampfhandlungen.

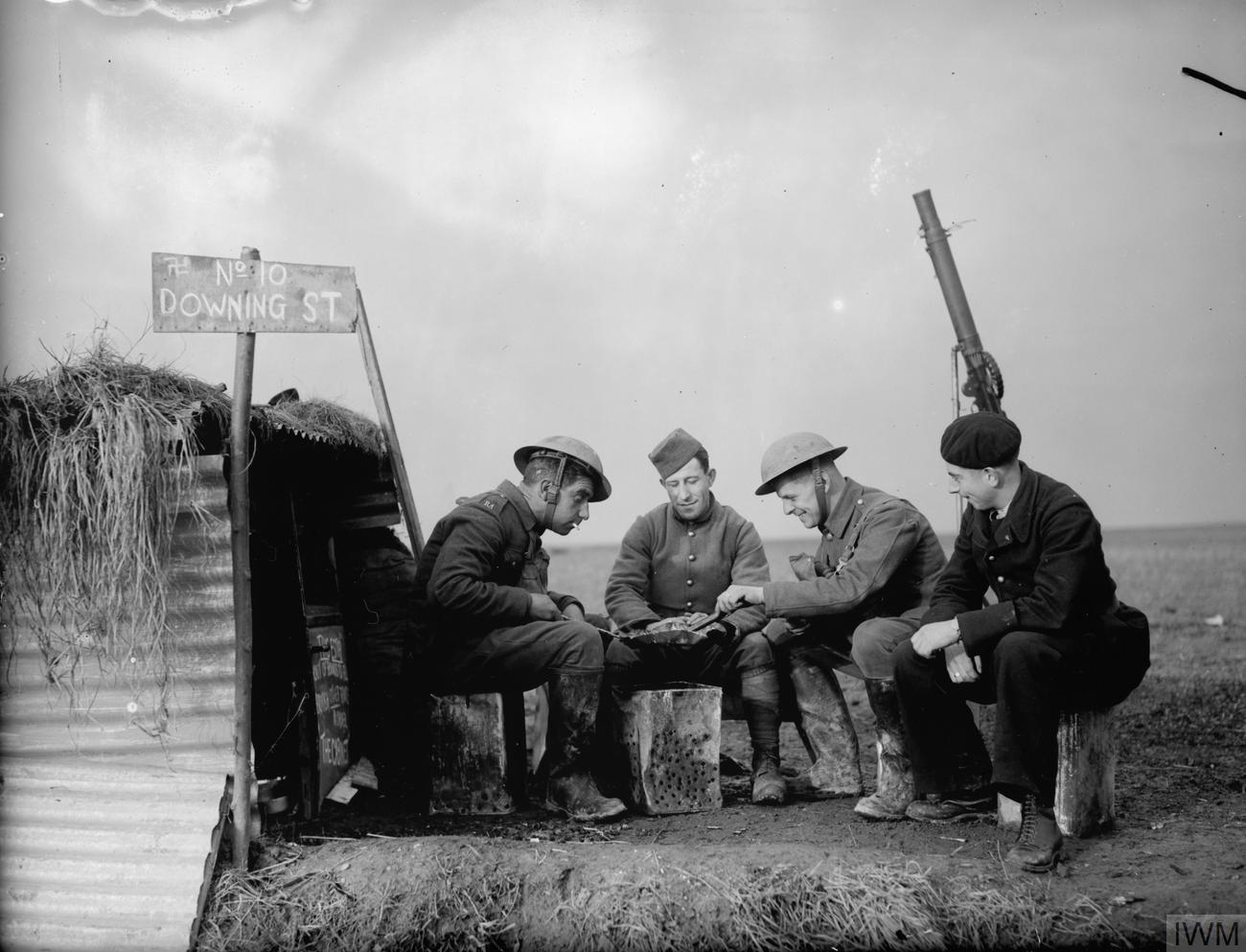
November 1939: Angehörige des britischen Expeditionskorps und der französischen Luftstreitkräfte vor einem Verschlag mit der Bezeichnung „No. 10 Downing Street“ (die Adresse des britischen Premierministers)

Als Sitzkrieg, früher auch Seltsamer Krieg (französisch Drôle de guerre ‚komischer, seltsamer Krieg‘; englisch Phoney War ‚unechter, vorgetäuschter Krieg‘), wird der Zustand an der Westfront des Zweiten Weltkrieges zwischen der Kriegserklärung Großbritanniens und Frankreichs an das Deutsche Reich am 3. September 1939 infolge des deutschen Überfalls auf Polen und dem Beginn des deutschen Westfeldzugs am 10. Mai 1940 beschrieben, in dem beide Seiten militärisch weitgehend passiv blieben.

## Geschichte
Im am 19. Mai 1939 von Maurice Gamelin und Tadeusz Kasprzycki unterzeichneten französisch-polnischen Militärabkommen verpflichtete sich Frankreich im Fall eines deutsch-polnischen Kriegs zu drei taktischen Aktionen:

„1. Frankreich führt sofort eine Luftaktion nach einem im voraus festgelegten Plan durch. 
 2. Sobald ein Teil der französischen Truppen bereit ist (etwa am dritten Tag) wird Frankreich fortschreitend Offensivaktionen mit begrenzten Zielen auslösen. 
 3. Sobald sich die Hauptanstrengung Deutschlands gegen Polen richten sollte, würde Frankreich (vom fünfzehnten Tage an) mit dem Gros seiner Truppen eine Offensivaktion gegen Deutschland beginnen.“

Der Sitzkrieg ist auf verschiedene Ursachen zurückzuführen, nicht zuletzt auf das Fehlen einer gemeinsamen alliierten Strategie. Frankreich verfügte zwar über ein mehrere Millionen Mann starkes Heer, dieses war aber kaum auf das Führen eines Offensivkrieges vorbereitet. Stattdessen sah die französische Militärdoktrin für den Fall eines Krieges mit Deutschland primär eine auf die Maginot-Linie gestützte Verteidigung vor. Ein Übergang zur Offensive war danach frühestens für das Jahr 1941 vorgesehen.
Mit Aussicht auf Erfolg hätte ein Einmarsch in Deutschland ohnehin kaum ohne die Verletzung der Neutralität Belgiens durchgeführt werden können, was aus politischen Gründen nicht infrage kam. Der deutsche Westwall wurde vom französischen Oberkommando als stark genug eingeschätzt, von den wenigen dort eingesetzten deutschen Divisionen der Heeresgruppe C auch gegen eine deutliche französische Übermacht über längere Zeit gehalten zu werden. Tatsächlich schätzte man auf der deutschen Seite die Lage genau andersherum ein, der deutsche Befehlshaber an der Westfront erhielt von einem seiner Generäle die Einschätzung, dass die Wehrmacht den Franzosen nicht einmal einen Tag widerstehen könnte. Auch französische Luftangriffe auf Deutschland wurden verworfen, da man mit starken Vergeltungsangriffen der Luftwaffe rechnete, die die im Osten des Landes konzentrierte französische Flugzeugindustrie stark hätten beeinträchtigen können.
Auf alliierter Seite fehlte nicht nur eine gemeinsame Strategie, ungelöst war auch die Frage, wie Luxemburg, Belgien, Niederlande und die Schweiz in eine solche einbezogen werden können. Für die Regierungen dieser Länder war dies ein Drahtseilakt. Denn bei allen Maßnahmen, die zum Schutz des eigenen Landes zu treffen waren, galt es immer auch, durch diese nicht die eigene Neutralität in Frage zu stellen und keinen Vorwand für eine militärische Intervention Deutschlands zu liefern.
Von ostdeutschen Historikern der DDR wurde der Sitzkrieg dagegen als Fortsetzung der Appeasement-Politik interpretiert, mit der ihrer Ansicht nach die deutsche Aggression doch noch gegen die Sowjetunion gelenkt werden sollte.
Auf deutscher Seite galt ein Führerbefehl Adolf Hitlers vom 31. August 1939:

„Im Westen kommt es darauf an, die Verantwortung für die Eröffnung von Feindseligkeiten eindeutig England und Frankreich zu überlassen. Geringfügigen Grenzverletzungen ist zunächst rein örtlich entgegenzutreten. Die deutsche Westgrenze ist an keiner Stelle ohne meine ausdrückliche Genehmigung zu überschreiten.“

### Saar-Offensive

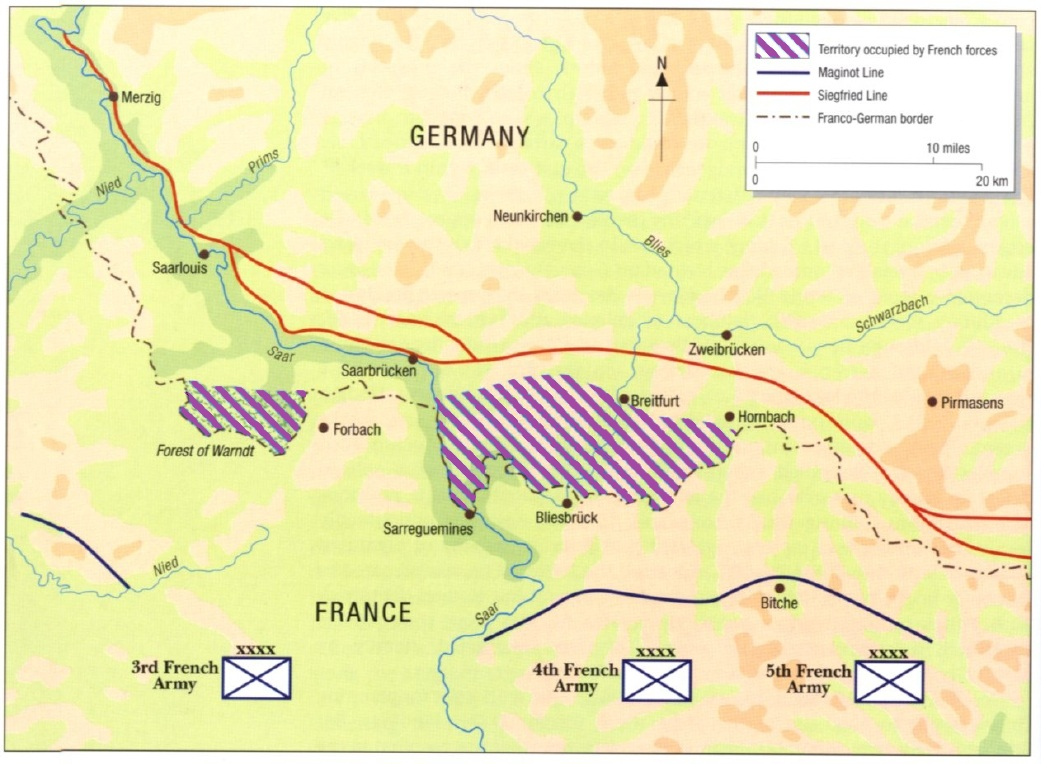
Von den französischen Truppen besetztes Gebiet

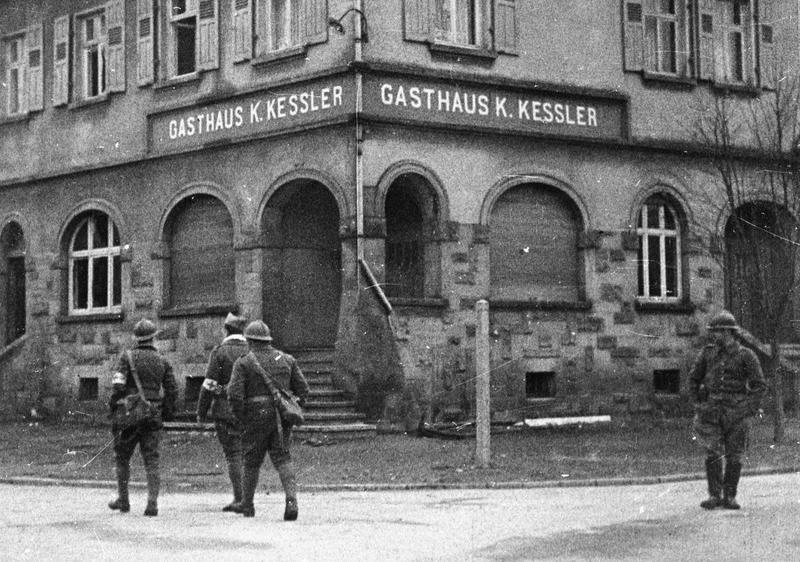
Französische Soldaten während der „Opération Sarre“, südlich von Saarbrücken.

Um den Verpflichtungen des französisch-polnischen Beistandspakts vom Mai 1939 Genüge zu tun, befahl der französische Generalstab die „Opération Sarre“ (oft auch Offensive de la Sarre genannt). Französische Truppen überschritten am 9. September die deutsche Grenze. Truppen der Wehrmacht leisteten befehlsgemäß keinen wesentlichen Widerstand (Deutschland wollte einen Zweifrontenkrieg vermeiden). Zu Gefechten kam es im Abschnitt zwischen Saarbrücken und dem Pfälzerwald, wo der Schwerpunkt der Offensive lag. Am 12. September standen die Truppen bis zu acht Kilometer auf deutschem Gebiet, wobei sie zwölf deutsche Ortschaften entlang der geräumten Grenzzone im Saargebiet vor dem Westwall besetzten. Die begrenzte Offensive hatte lediglich die Feststellung der Stärke der Verteidigungsanlagen des Westwalls zum Ziel. Am 21. September befahl General Maurice Gamelin, die Truppen wieder auf ihre Ausgangsstellungen an der Maginot-Linie zurückzuziehen. Am 17. Oktober verließen die letzten französischen Truppen deutsches Gebiet. Frankreich hatte bei der Offensive insgesamt etwa 2.000 Soldaten durch Tod, Verwundung oder Krankheit verloren. Einige französische Generäle wie z. B. Henri Giraud waren mit dem Rückzug nicht einverstanden und sahen eine ungenutzte Gelegenheit.
Eine wirksame Entlastung des polnischen Verbündeten oder gar eine Verhinderung der polnischen Niederlage war auf diese Weise nicht zu erreichen. Dieses zögerliche Verhalten der alliierten Führung geht auf das Bemühen zurück, trotz des Hitler-Stalin-Paktes nicht gänzlich mit der Sowjetunion zu brechen, die am 17. September ihre Besetzung Ostpolens begonnen hatte. Die Reaktion der Westmächte hierauf blieb verhalten, die vor dem Krieg abgeschlossenen Bündnisverträge Frankreichs und Großbritanniens mit Polen bezogen sich ausdrücklich nur auf den Kriegsgegner Deutschland. Winston Churchill, damals noch Marineminister, äußerte am 1. Oktober, wenige Tage nach dem Fall Warschaus, in einer Radioansprache:

“[…] We could have wished that the Russian armies should be standing on their present line as the friends and allies of Poland instead of as invaders. But that the Russian armies should stand on this line was clearly necessary for the safety of Russia against the Nazi menace. At any rate, the line is there, and an Eastern front has been created which Nazi Germany does not dare assail. When Herr von Ribbentrop was summoned to Moscow last week it was to learn the fact, and to accept the fact, that the Nazi designs upon the Baltic States and upon the Ukraine must come to a dead stop.”

„Wir hätten hoffen können, dass die russischen Streitkräfte als Freunde und Verbündete Polens statt als Angreifer an der derzeitigen Grenzlinie stehen würden. Doch dass die russischen Armeen an dieser Grenze stehen würden, war für die Sicherheit Russlands gegenüber der nationalsozialistischen Bedrohung eindeutig erforderlich. Wie dem auch sei, die Grenze existiert, und eine Ostfront ist geschaffen worden, welche Nazideutschland nicht zu erstürmen wagt. Als Herr von Ribbentrop letzte Woche nach Moskau bestellt wurde, war es, um die Tatsache zu erfahren und zu akzeptieren, dass die Pläne des NS-Regimes bezüglich der baltischen Staaten und der Ukraine zu einem Stillstand kommen müssen.“

Polen war Anfang Oktober 1939 besiegt; anschließend verlegte die Wehrmacht in großem Umfang Soldaten und Waffen an die Westfront (zurück). Die 1. Armee, kommandiert von Erwin von Witzleben (1881–1944), führte vom 16. bis zum 24. Oktober eine Gegenoffensive. Sie besetzte einige Quadratkilometer französischen Territoriums; dabei gab es auf deutscher Seite 196 Tote, 356 Verwundete und elf zerstörte Flugzeuge. Dann begann eine Waffenruhe, die bis zum Beginn des Westfeldzugs am 10. Mai 1940 währte. Der Winter 1939/40 war lang und sehr kalt; der Angriffstermin wurde 29-mal verschoben.

### Nach dem Überfall auf Polen
Als die französische Mobilmachung Mitte September 1939 abgeschlossen war, war Polen nahezu besiegt. Sowjetische Truppen hatten mit der Besetzung Ostpolens begonnen, was die politische Situation noch schwieriger gestaltete.
Nicht wenige Politiker begannen nun auf eine politische Lösung des Konflikts zu setzen, insbesondere nach dem Friedensangebot Hitlers an die Westmächte am 6. Oktober. Ein Angebot der Niederlande und Belgiens zur Friedensvermittlung an die Staatsoberhäupter Großbritanniens, Frankreichs und Deutschlands vom November 1939 wurde von Großbritannien und Frankreich zurückgewiesen; diese forderten als Grundlage für Friedensverhandlungen über die Wiederherstellung der Tschechoslowakei und Polens hinaus auch die Österreichs.
Die Einsatzbereitschaft des anfangs lediglich vier Divisionen umfassenden britischen Expeditionskorps wurde sogar erst Mitte Oktober hergestellt. Zu diesem Zeitpunkt hatte die Verlegung der Masse des deutschen Heeres nach Westen längst begonnen. Die Alliierten richteten sich daher an der Maginot-Linie zur Verteidigung ein.

### Entwicklungen September 1939 bis Mai 1940

#### Planung des „Fall Gelb“
Die Entscheidung, Frankreich noch 1939 anzugreifen, war gefallen, noch ehe der „Fall Weiß“ vollständig beendet und Warschau gefallen war. Am 9. Oktober 1939 wurde „Weisung Nr. 6“ herausgegeben, welche die Grundzüge der Operationen im Westen festlegte, bevor die Alliierten am 10./12. Oktober 1939 das deutsche Friedensangebot vom 6. Oktober 1939 abgelehnt hatten. Der erste Angriffsplan wurde am 19. Oktober 1939 vom Generalstab des Heeres unter Generaloberst Franz Halder fertiggestellt und ähnelte stark dem „Schlieffenplan“ mit Schwerpunktbildung auf dem rechten Flügel. Die Verletzung der belgischen und niederländischen Neutralität wurde mit Hinblick auf erforderliche Operationsbasen für Marine und Luftwaffe gegen Großbritannien, wie im Ersten Weltkrieg, von vornherein eingeplant. Zum Entsetzen der Generalität des Oberkommandos des Heeres (OKH) unter Walther von Brauchitsch wurde aus der Vermutung mit Befehl vom 31. Oktober 1939 Gewissheit: der Angriff wurde trotz massiver Bedenken des Oberkommandos der Wehrmacht (OKW) bezüglich Kampfstärke und Munitionsversorgung der Wehrmacht auf den 12. November 1939 eine Viertelstunde vor Sonnenaufgang festgesetzt.
Durch eine Auseinandersetzung zwischen Adolf Hitler und Walther von Brauchitsch über die Leistungsfähigkeit der Wehrmacht am 5. November 1939 vergaß „der Führer“ nach einem Wutanfall, den Angriffsbefehl zu bestätigen. Obwohl der Befehl, nachdem sich Hitler wieder beruhigt hatte, nicht aufgehoben wurde, verhinderte im weiteren Verlauf des Herbstes extrem schlechtes Wetter den Beginn der Offensive. Heftige Regenfälle und Winde verboten den Einsatz der Luftwaffe, welcher der entscheidende Faktor für die neue Taktik der Wehrmacht im Zusammenspiel von Panzern und Flugzeugen war. Während dieser erzwungenen Pause entstand in mehreren Schritten der „Sichelschnittplan“, welcher auf einer Idee des Generals der Infanterie Erich von Manstein basiert. Aber auch Hitler war mit den bis dato entwickelten Plänen unzufrieden und tendierte zu einer Schwerpunktbildung im Zentrum.
Nach der „Affäre Mechelen“ am 10. Januar 1940 musste das OKW davon ausgehen, dass die Alliierten über die deutschen Angriffspläne im Bilde waren und das Überraschungsmoment vertan war. Am 17. Februar 1940 kam es zu einer ersten Zusammenkunft zwischen von Manstein und Hitler in der Neuen Reichskanzlei im Rahmen einer Kommandeurstagung. Danach wurden der risikoreiche „Plan Sedan“, sowie Ablenkungsmanöver und Angriffe auf Schlüsselstellungen in Belgien und den Niederlanden entwickelt. Bei diesen sollte u. a. die neue Fallschirmjägerwaffe eingesetzt werden, z. B. um das Fort Eben-Emael mittels Sprengung durch neu entwickelte Hohlladungen einzunehmen. Nach einem letzten Aufschub zwei Tage zuvor wurde der Angriffsbefehl für den folgenden Tag am 9. Mai 1940 bestätigt.

#### Planungen der Alliierten

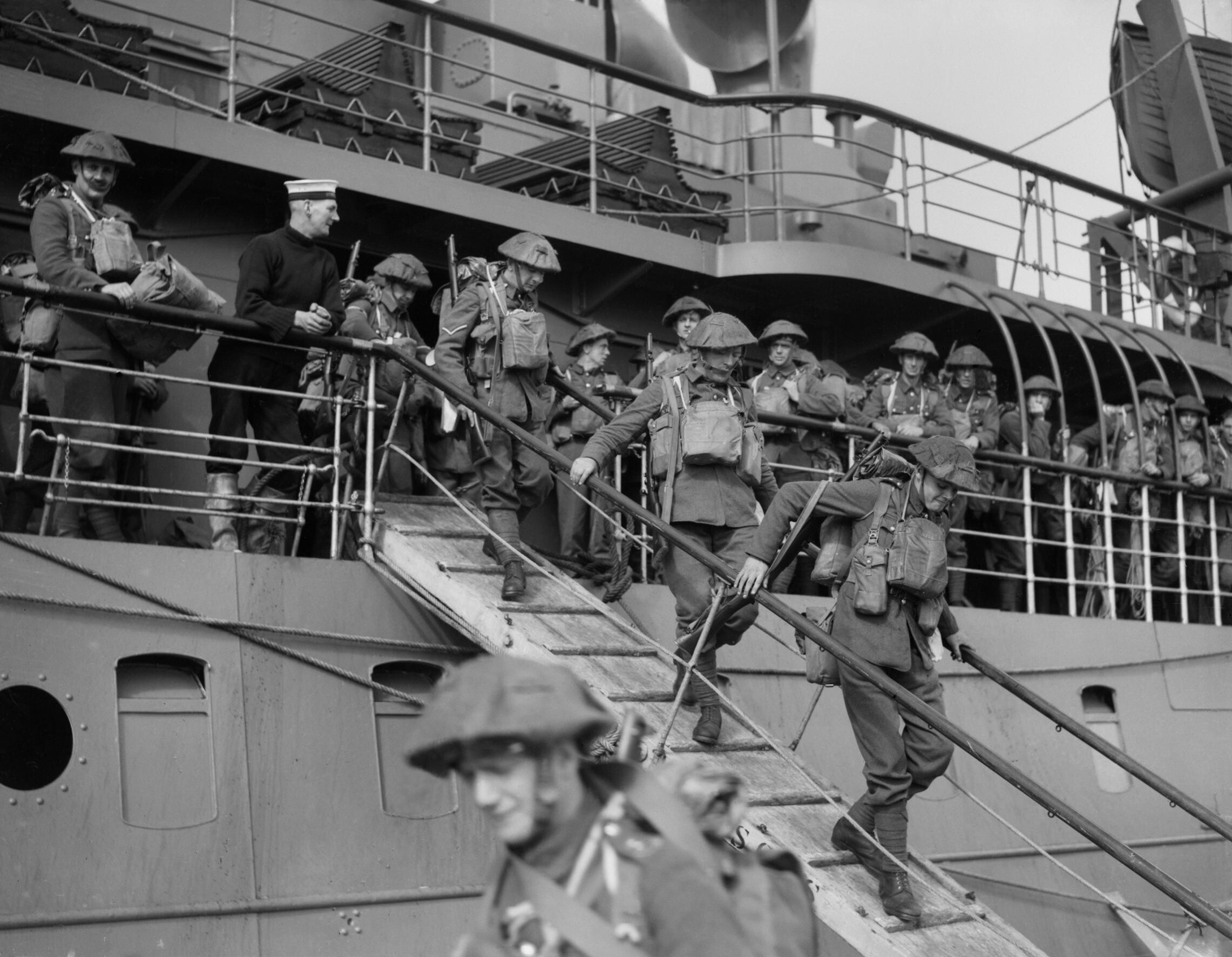
Britische Soldaten des BEF landen im September 1939 in Cherbourg

Die Alliierten hatten zwei Schwachpunkte: zum einen die dezentrale Kommandostruktur der französischen Armee, zum anderen das Fehlen einheitlicher Planung und Koordination der Kräfte im Vorfeld der Konfrontation. Frankreichs Planungen waren rein defensiv und auf die Maginot-Linie ausgerichtet. Großbritannien sandte gemäß seiner Beistandsverpflichtung ein Expeditionskorps, die „British Expeditionary Force“ (BEF), unter Field Marshal Lord Gort, um die französischen Truppen zu unterstützen. Dieser ordnete sich zwar militärisch dem französischen Oberkommando unter, erhielt aber politisch weiterhin Anweisungen aus London. Belgien verweigerte unter Hinweis auf seine Neutralität / Unabhängigkeit eine gemeinsame Planung und richtete sich defensiv zur Verteidigung seiner Grenzen ein. Die neutralen Niederlande beschränkte sich mangels Truppen auf die Verteidigung der wichtigsten Landesteile („Festung Holland“) und rechnete nicht mit einem Angriff.
Am 24. Oktober 1939 beschloss das französische Oberkommando, Vorkehrungen für den Fall eines deutschen Angriffs auf Belgien zu treffen. Nach „Plan Escaut“ sollten Truppen bis an die Schelde nahe der französischen Grenze vorverlegt werden, um die deutschen Truppen von dieser fernzuhalten. Dazu wurden motorisierte Verbände an die belgische Grenze verlegt. Nachdem der deutsche Angriff auf sich warten ließ und die belgischen Verteidigungsmaßnahmen konkrete Formen annahmen, wurde der Plan erweitert und die Möglichkeit einer Verteidigung des Albert-Kanals nahe der deutschen Grenze geprüft. Schließlich einigte man sich mit Entwurf vom 5. und „Weisung Nr. 8“ vom 15. November 1939 auf eine Zwischenlösung „Plan Dijele“, welcher Brüssel sichern und die Anmarschwege verkürzen würde. Die Instruktion vom 14. November 1939 sah vor, Holland im Falle eines deutschen Angriffs ebenfalls zu unterstützen, wofür Teile der motorisierten Verbände eingeplant wurden („Plan Breda“). Die belgische Regierung wurde über die alliierten Pläne in Kenntnis gesetzt, bat aber auch nach der „Affäre Mechelen“ vom 10. Januar 1940 nicht um militärischen Beistand. Stattdessen informierte der belgische Militärattaché General Delvoie in der Nacht vom 13. auf den 14. Januar 1940 den französischen Generalissimus Maurice Gamelin über einen für den Folgetag mit Sicherheit bevorstehenden Angriff. Die durchbrochene Geheimhaltung und einsetzende starke Schneefälle verhinderten tatsächlich einen zwischenzeitlich für den 17. Januar 1940 von Hitler befohlenen Angriff. Nach Ausbleiben der Offensive wurden die alliierten Truppen in die Winterquartiere befohlen.
Durch den erzwungenen Stillstand und mangels strategischer Optionen an dieser Front wurden weitere Planungen zu Gunsten eines eventuellen Einsatzes in Norwegen und Schweden zurückgestellt. Eine Verminung des Rheins mit Treibminen durch die Royal Air Force (RAF) (Plan „Royal Marines“) und Bombardierung deutscher Rüstungsbetriebe wurde nach langen Diskussionen verworfen, da Vergeltungsaktionen auf französische Städte befürchtet wurden. Stattdessen plante man die Verminung norwegischer Gewässer („Operation Wilfred“) im Rahmen der alliierten Invasion Norwegens („Plan R 4“). Dieser kam die Wehrmacht mit „Unternehmen Weserübung“ nur um Stunden zuvor, während sich britische Truppen bereits in Rosyth einschifften.

#### Truppenkonzentration an der Grenze

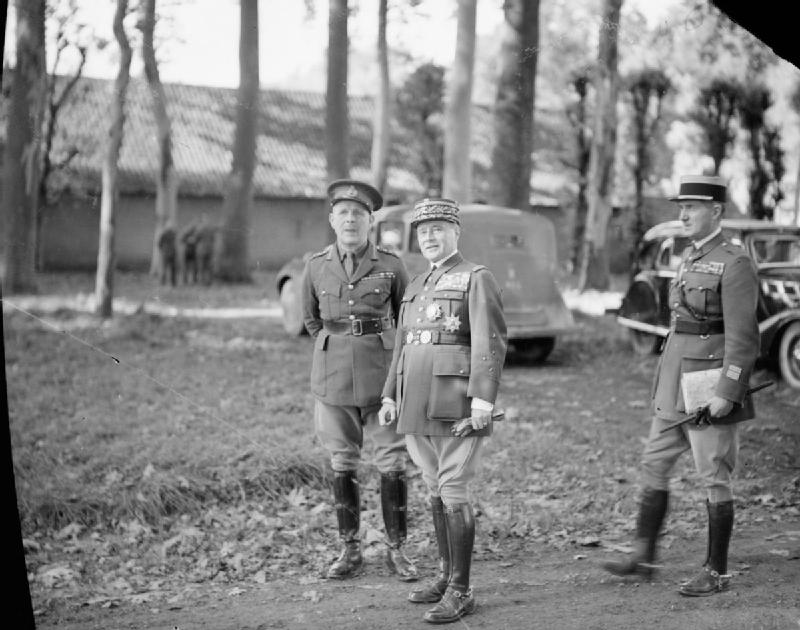
Der Kommandierende Offizier der BEF, General Gort und der Oberkommandierende der Französischen Armee Maurice Gamelin im Oktober 1939.

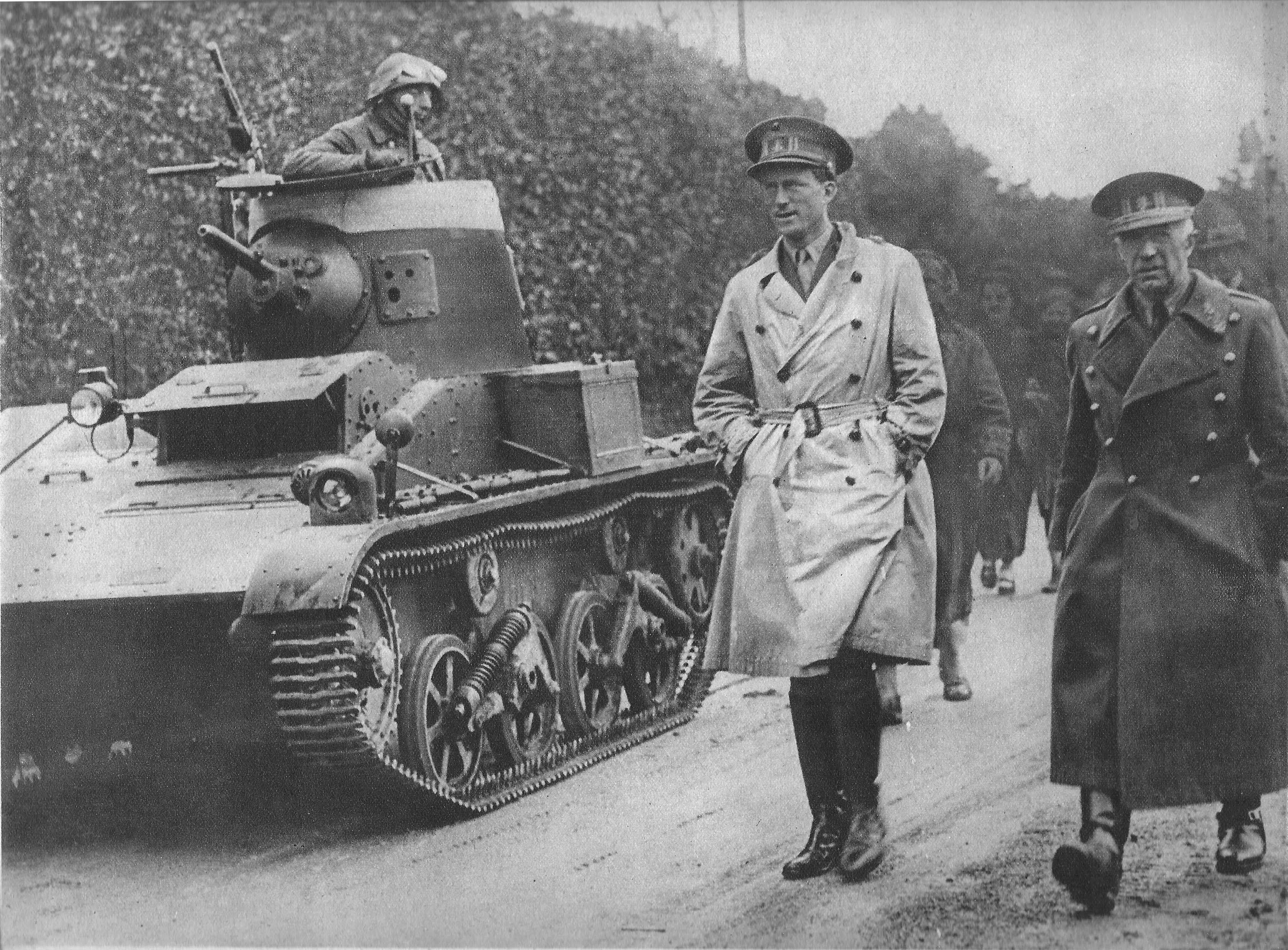
König Leopold III. und Belgiens Verteidigungsminister Denis im Mai 1940 neben einem T-15 Panzer der belgischen Streitkräfte.

Zu Beginn der Auseinandersetzung hatte Frankreich nach unterschiedlichen Angaben zwischen 101 und 108 Divisionen (inklusive Festungsverbände) sowie zahlreiche Sondereinheiten und Dienstleistungsabteilungen aufgestellt. Davon waren fünf Kavalleriedivisionen (DC) oder „Leichte Kavalleriedivisionen“ (DCL) und zwei oder drei „Leichte motorisierte Divisionen“ (DLM) zur Aufklärung, sowie zehn motorisierte Infanteriedivisionen. Bis auf die mobilen Einheiten wurden die meisten Divisionen passiv zur Sicherung der „Maginot-Linie“ eingesetzt, was zu stellenweise widersinnigen Verteilungen führte. So standen z. B. im Mai 1940 im Elsass und in Lothringen 40 französische Divisionen der 3., 4., 5. und 8. Armee mit schwerer Artillerie- und Panzerunterstützung passiv etwa 20 deutschen Infanteriedivisionen gegenüber. Die motorisierten Divisionen wurden überwiegend in der 1., 7. und 9. französischen Armee an der Grenze zu Belgien und Luxemburg konzentriert. Am 16. Januar 1940 ordnete das französische Oberkommando, als Konsequenz aus der Niederlage Polens, die Schaffung von Panzerdivisionen (DCR = Division cuirassée) an. Bis zum 10. Mai 1940 wurden davon dreieinhalb, von 1 bis 4 durchnummerierte Divisionen aufgestellt, wobei die vierte, unvollständige DCR vom späteren Staatsoberhaupt und damaligen Oberst Charles de Gaulle kommandiert wurde. Weiterhin wurden während des Winters eine „Leichte Division“ und sechs Infanteriedivisionen (DI) aufgestellt.
Ab September 1939 trafen die ersten Einheiten des britischen Expeditionskorps in Frankreich ein. Im Dezember 1939 standen alle fünf aktiven Divisionen des Berufsheers in Frankreich. Im Mai 1940 standen schließlich nach unterschiedlichen Quellen elf Divisionen mit insgesamt 394.195 Mann bzw. 13 Infanterie- und eine unvollständige Panzerdivision an der belgischen Grenze. Diese gliederten sich als Block zwischen der 1. und 9. französischen Armee ein, mit Ausnahme einer Infanteriedivision, welche der 3. französischen Armee zugeteilt war.
Belgiens Heer umfasste anfänglich zwischen 20 oder 22, später 23 Divisionen. Ein Teil wurde zur Sicherung der Neutralität an der Grenze zu Frankreich aufgestellt, da die belgische Regierung befürchtete, präventiv durch französische Truppen besetzt zu werden. Nach Bekanntwerden der deutschen Angriffspläne wurde die eine Hälfte gegen einen Angriff aus Holland und die andere Hälfte zur Sicherung der Ostgrenze aufgestellt. Das niederländische Heer bestand aus zehn Divisionen, welche an den Schlüsselstellungen des Landes konzentriert waren.
Der alliierten Übermacht standen im September 1939 nur elf aktive deutsche Divisionen gegenüber. Noch vor Beendigung des Feldzugs in Polen, wurden erste Truppen in Eisenbahnzügen und auf Autobahnen schnellstmöglich an den Rhein verlegt. Die Aufstellung von 35 Divisionen der dritten und vierten Aufstellungswelle wurde mit Hochdruck betrieben. Nur die defensive Ausrichtung der alliierten Armeen und das zögerliche Verhalten der alliierten Generalstäbe verhinderten eine Katastrophe für das Deutsche Reich. Mitte Oktober standen schließlich 70 Divisionen an der Grenze.
Durch das aus strategischen Gründen am 3. März 1940 von Hitler auf den 9. April vorgezogene „Unternehmen Weserübung“ wurden viele reguläre Truppen und Spezialeinheiten nach Dänemark und Norwegen befohlen. Am 10. April 1940 erreichte die Wehrmacht an der Westfront eine Stärke von 136 ½ Divisionen, was vom mit der Feindüberwachung beauftragten französischen Hauptmann Glain präzise ermittelt und dem ungläubig staunenden „Großen Hauptquartier“ in Fort Vincennes mitgeteilt wurde. Davon waren zehn Panzer- und sechs motorisierte Infanteriedivisionen sowie eine motorisierte Kavalleriedivision und zwei motorisierte Divisionen der Waffen-SS.

#### Lage im Deutschen Reich
Trotz des überraschend schnellen Sieges über Polen war die Stimmung angespannt und nervös. In den Städten nahe der französischen Grenze ging das Gerücht um, die Franzosen überschritten bereits den Rhein und Rückschläge wie die „Marneschlacht“ nach Anfangserfolgen im Ersten Weltkrieg waren nicht vergessen. Erst nachdem klar wurde, dass Frankreich keine Offensive zur Entlastung Polens beginnen würde, entspannte sich die Lage etwas.
Das Reich war nicht auf einen großen europäischen Krieg vorbereitet und stand deshalb vor erheblichen wirtschaftlichen und militärischen Problemen. Erschwerend kam hinzu, dass es mit Hitler einen äußerst ungeduldigen Oberkommandierenden hatte. Die Mobilmachung wurde in fieberhafter Eile vorangetrieben, aber die Rüstungsproduktion konnte den Truppenaushebungen anfänglich nicht folgen. Die Munitionsvorräte von Heer und Luftwaffe waren erschöpft und die Produktion wurde gerade erst auf den Kriegsfall umgestellt und war noch nicht ausreichend effektiv. Die im Schnellverfahren aufgestellte Wehrmacht stand noch nicht sicher und entsetzte die in der Kaiserlichen Armee groß gewordenen Generäle, welche sogar einen Streik des OKH in Erwägung zogen. All diese Mankos wurden von der NS-Propaganda überdeckt, welche dem Volk vorgaukelte, der Führer habe alles im Griff und das Reich sei stark und gerüstet. Erst durch die witterungsbedingte Pause war es dem Reich möglich, sich zu organisieren und konzentriert anzugreifen.
Während Heer und Luftwaffe nur defensiv agierten, wurde der Seekrieg mit U-Booten und der Verminung britischer Gewässer durch z. T. Magnetminen vom ersten Tag an mit voller Heftigkeit betrieben. Die Beziehungen zu den Vereinigten Staaten wurden direkt zu Kriegsbeginn durch die der Prisenordnung und dem Völkerrecht widersprechende Versenkung der Athenia schwer belastet, bei der 28 amerikanische Staatsbürger ums Leben kamen.

#### Lage in Frankreich
Nach der Kriegserklärung an das Deutsche Reich herrschte in Frankreich eine beklemmende Stimmung aus Angst und Verwirrung. Die Augusttage zu Beginn des Ersten Weltkriegs waren noch nicht vergessen, so dass man in der Folge dankbar für die trügerische Ruhe war, in denen es nicht die großen Verluste der Jahre 1914–1918 gab. Die angebliche Uneinnehmbarkeit von „Westwall“ und „Maginot-Linie“ führte zu der Annahme, dass Offensiven an sich sinnlos seien und eine Lösung des Patts nur durch Wirtschaftsblockade und Propaganda zustande kommen könne. Gerüchte über Geheimverhandlungen machten die Runde und die Soldaten gingen davon aus, demobilisiert zu werden, ohne einen Schuss abgegeben zu haben. Dies und mangelnde Beschäftigung führten zu Langeweile, Faulheit und Verwahrlosung in der Truppe, welcher die Armeeführung nicht energisch genug entgegentrat. Im Gegenteil hielten die Armeestäbe Luxusbankette ab, zu denen u. a. Pariser Meisterköche engagiert und Steinbutt aus Boulogne herangeschafft wurden.
Trotz der Erfahrungen des Ersten Weltkriegs wurde die Mobilmachung in Frankreich nicht effizient geplant und vorbereitet. Sie verlief dementsprechend schleppend. Der Verwaltungsapparat arbeitete weiter wie im tiefsten Frieden. Die Militärverwaltung zog Spezialisten für die Waffenherstellung irrtümlich ein, die Fabriken mussten sie mühsam und gegen viele Widerstände wieder in die Fabriken zurückbringen lassen. Landarbeiter beschwerten sich, das „Kanonenfutter“ der Armee zu sein, und forderten Sonderkonditionen für die Aussaat. Es kam zu teils komischen, teils tragischen Vorfällen, welche die Rüstung behinderten, z. B. der Sabotage von 120 Panzerabwehrkanonen (PaK) im Arsenal von Montluçon. Insgesamt mobilisierte Frankreich fünf Millionen Soldaten, was einem Achtel der Bevölkerung entsprach, einem von 4 Männern. Trotzdem waren dies ca. 415.000 Mann weniger als 1917, nach drei Jahren Krieg und 1,5 Millionen Toten und Verwundeten.
In dieser Situation stürzte das französische Parlament am 19. März 1940 den bisherigen Premierminister Édouard Daladier. Seine „Appeasement-Politik“ erschien als offensichtlich gescheitert und die Verweigerung von Hilfen für das von der Sowjetunion angegriffene Finnland (siehe Winterkrieg 1939–1940) war der sprichwörtliche Tropfen, welcher das Fass zum Überlaufen brachte. Seine Nachfolge trat, nach einem extrem knappen Votum, Paul Reynaud an, welcher als Verfechter des „Kriegs auf Leben und Tod“ galt. Er hegte im Gegensatz zu seinem Vorgänger eine starke Abneigung gegen den Oberbefehlshaber Maurice Gamelin, was auf Gegenseitigkeit beruhte und zu ernsten politischen und militärischen Komplikationen führte.

#### Lage in Großbritannien
Auch in London war das Entsetzen über die gescheiterte „Appeasement-Politik“ groß und die Stimmung gedrückt. Auch wenn die Regierung zum Widerstand entschlossen war, herrschten in der Bevölkerung anfänglich Verwirrung und Defätismus vor, was u. a. zu Streiks und Widerständen gegen kriegsbedingte Mehrarbeit und Einstellung von Frauen in der Rüstungsindustrie führte. Die Rüstungsproduktion lief schleppend an und war, wie die gesamte Versorgung der Insel, von Importen aus Übersee abhängig, die der U-Boot- und Handelskrieg ständig gefährdete.
Die Regierung mobilisierte die zur Verfügung stehenden Truppen des britischen Berufsheeres und ließ sie schnellstmöglich nach Frankreich verschiffen. Sie versetzte Royal Navy und RAF gemäß vorbereiteten Plänen in den Kriegszustand und ließ eine Seeblockade errichten, um das Deutsche Reich von seinen westlichen Handelsrouten abzuschneiden. Weiterhin führte man in begrenztem Umfang Musterungen durch, die allerdings vorerst nur ledige junge Männer erfassten und etliche Ausnahmen gewährten. Schlussendlich mobilisierte die Regierung nur ein Vierzigstel der Bevölkerung.
Am 8. Mai 1940 stürzte die Opposition im Unterhaus schließlich auch den britischen Vertreter der „alten Politik“ Neville Chamberlain in Folge der hitzigen Norwegendebatte. Zu seinem Nachfolger wählte das Parlament Winston Churchill; dieser berief umgehend sein später legendär gewordenes Kriegskabinett ein und appellierte z. B. in der „Blut-Schweiß-und-Tränen-Rede“ vom 13. Mai 1940 an den Zusammenhalt der Bevölkerung.

#### Lage in der Schweiz
Aufgrund der politischen Entwicklungen wurde am 30. August 1939 General Henri Guisan zum Oberbefehlshaber der Schweizer Armee gewählt. Nach dem deutschen Überfall auf Polen erfolgte am 1. September 1939 die allgemeine Kriegsmobilmachung. Durch den Überfall sah man sich zwar nicht unmittelbar bedroht, dennoch wollte man Folgen für die Schweiz im Falle einer Intervention Frankreichs zugunsten Polens nicht ausschließen. Zwei Szenarien standen dabei im Raum. Zum einen wurde befürchtet, Frankreich könnte seinen Bündnispartner Polen mittels einer Entlastungsoffensive über schweizerisches Territorium unterstützen. Zum anderen musste man bei einer Reaktion Deutschlands auf die Kriegserklärung Frankreichs mit einer Umgehung der Maginot-Linie durch die Wehrmacht im Raum Basel rechnen. Vor diesem Hintergrund wurden im Herbst 1939 zwei Arbeitsgruppen eingesetzt, um Möglichkeiten einer Zusammenarbeit mit dem Alliierten Hauptquartier bzw. mit dem Oberkommando der Wehrmacht (OKW) im Falle eines Angriffs auf die Schweiz zu erarbeiten.
Am 10. Mai 1940 begann im Westen mit dem Überfall Deutschlands auf die Beneluxstaaten der Feldzug gegen Frankreich. Einen Tag später erfolgte in der Schweiz die zweite Generalmobilmachung.

#### Propaganda im Sitzkrieg
Auch wenn es an größeren militärischen Aktionen fehlte, entwickelte sich im Westen schon bald eine Propagandaschlacht. Es ging im Wesentlichen darum, einen Keil zwischen die politische Führung und die Bevölkerung oder die Verbündeten des jeweils feindlichen Lagers zu treiben. Die Waffen waren hier die Lautsprecher der Propagandakompanien und Flugblätter. Über den Sender Mühlacker sendete der Reichssender Stuttgart Berichte und Kommentare in französischer Sprache („Stuttgart vous parle“). Die Wirkung der deutschen Propaganda auf seine Landsleute beschreibt Jean-Paul Sartre in seinen ‚Les carnets de la drôle de guerre‘. Er musste feststellen, dass sich viele von ihnen für die deutsche Propaganda empfänglich zeigten und – trotz Kriegserklärung zur Untätigkeit verdammt – auch die Sinnhaftigkeit des Krieges zunehmend hinterfragten. Sartre war zu dieser Zeit Soldat eines in Marmoutier, einem kleinen Ort rund 35 km nordwestlich von Straßburg, stationierten Wetterbeobachtungstrupps.

#### Weitere Ereignisse
- Versenkung der Courageous am 17. September 1939 südwestlich von Irland durch U 29 unter Kapitänleutnant Otto Schuhart
- Versenkung der Royal Oak am 14. Oktober 1939 in Scapa Flow durch U 47 unter Kapitänleutnant Günther Prien
- Selbstversenkung der Admiral Graf Spee am 17. Dezember 1939 unter Kapitän Hans Langsdorff in der Mündung des Río de la Plata vor Montevideo in Uruguay
- Sowjetischer Überfall auf Finnland, Winterkrieg vom 30. November 1939 bis zum 13. März 1940
- Venlo-Zwischenfall am 9. November 1939, bei dem britisch-niederländische Zusammenarbeit enttarnt wurde
- Mechelen-Zwischenfall am 10. Januar 1940, durch den deutsche Westfeldzug-Pläne in belgische Hände gerieten
- Zusammenkunft von Adolf Hitler und Benito Mussolini am 18. März 1940 am Brenner
- Unternehmen Weserübung: deutscher Überfall auf Dänemark und Norwegen vom 9. April 1940 bis Mai 1940

## Folgen und Nachwirkungen
Vom 1. September 1939 bis zum 9. Mai 1940 verlor die Wehrmacht auf dem westlichen Kriegsschauplatz fast 10.000 Soldaten, davon an die 5.000 Tote und Vermisste. Auf das Heer entfielen nur knapp 40 % der Gesamtverlustzahl.
Alfred Jodl sagte bei den Nürnberger Prozessen: „Dass wir nicht bereits im Jahr 1939 gescheitert sind, war nur dem Umstand zu verdanken, dass während des Polenfeldzuges die schätzungsweise 110 französischen und britischen Divisionen im Westen komplett inaktiv gegen die deutschen 23 Divisionen gehalten wurden.“
Der Begriff Sitzkrieg wurde von der britischen Presse geprägt und als ironisches Antonym von Blitzkrieg gebraucht. Die deutsche Propaganda griff dies auf.
Verwendung in jüngerer Zeit erfuhr der Begriff 1991 während des Zweiten Golfkrieges, als die alliierte Strategie zunächst vor allem auf einen massiven Luftschlag setzte, während die Fronten vor Kuwait noch ruhten.